# 陳暉 (籃球教練)
陳暉（1978年4月17日—）為臺灣籃球教練、前運動員。陳暉就讀南山高中二年級時攜手楊哲宜擊退再興中學收下高中籃球聯賽冠軍，1997年高中畢業後跟隨中華職籃宏福公羊練球，並進入銘傳大學大傳系就讀，省長杯籃球賽披掛大華建設球衣，原有報名當年度中華職籃選秀，但選秀會當天中午之前跟楊哲宜都無法提出休學證明而不能參加選秀，1998年3月與楊哲宜一同成為戰神隊預備球員，之後陳暉代表公賣金龍征戰社會甲組籃球聯賽與總統盃籃球賽，1998年底與楊哲宜都辦理休學投入職籃五年，1999年2月入伍服役飛駝隊，2000年底退伍回歸中廣戰神並復學重返校園，2005年6月收下第二季超級籃球聯賽年度第一隊與助攻王殊榮，2011年6月褪下球衣轉任球隊首席助理教練，2016年9月接掌中國文化大學籃球隊兵符。

## 外部連結
- 陳暉在fiba.basketball（英语）
- 陳暉在fiba.basketball（英语）
- 陳暉在archive.fiba.com（存檔）（英语）
- 陳暉在Eurobasket.com（球員）（英语）